# دریابد
دریابُد (به انگلیسی: Admiral) بالاترین درجهٔ نیروی دریایی ایران معادل آدمیرال (امیر چهارستارهٔ نیروی دریایی) در نیروهای دریایی بسیاری از کشورها می‌باشد. این درجه معادل ارتشبد در نیروی زمینی و هوایی است.

## ایران
در قانون ترفیعات ارتش شاهنشاهی مصوب ۱۳۱۴ درجه‌های سپهبدی و دریاسالاری به عنوان بالاترین درجه‌های ارتش در نظر گرفته شد. در سال ۱۳۳۶ دو درجهٔ ارتشبدی و دریابدی به عنوان بالاترین درجه‌های ارتش معرفی گردید. در سال ۱۳۵۸ با تصویب شورای انقلاب درجه‌های ارتشبدی و دریابدی حذف گردید و بدین ترتیب درجه‌های سپهبدی و دریاسالاری به عنوان بالاترین درجه‌های ارتش در نظر گرفته شد. در قانون ارتش جمهوری اسلامی ایران مصوب ۷ مهر ۱۳۶۶ نیز دو درجهٔ سرتیپ دومی و دریادار دومی افزوده شد ولی همچنان ذکری از درجه‌های ارتشبدی و دریابدی نگردید. با این حال در آیین‌نامهٔ انضباطی نیروهای مسلح جمهوری اسلامی ایران مصوب ۵ مهر ۱۳۸۸ به وجود درجه‌های ارتشبدی و دریابدی در ارتش اشاره شده است.
در قانون مقررات استخدامی سپاه پاسداران انقلاب اسلامی درجه‌های ارتشبدی و دریابدی به‌عنوان بالاترین درجه‌ها ذکر شده است.
در تاریخ ایران تنها فرج‌الله رسایی به این درجه ترفیع یافته است.
| درجه‌های ارتش ایران | درجه‌های ارتش ایران | درجه‌های ارتش ایران |
| نیروها             | نیروها             | نیروها             |
| زمینی و هوایی      | دریایی             |                    |
| ------------------ | ------------------ | ------------------ |
| ارتشبد             | دریابد             |                    |
| سپهبد              | دریاسالار          |                    |
| سرلشکر             | دریابان            |                    |
| سرتیپ              | دریادار            |                    |
| سرتیپ دوم          | دریادار دوم        |                    |
| سرهنگ              | ناخدا یکم          |                    |
| سرهنگ دوم          | ناخدا دوم          |                    |
| سرگرد              | ناخدا سوم          |                    |
| سروان              | ناوسروان           |                    |
| ستوان ۳، ۲ و ۱     | ناوبان ۳، ۲ و ۱    |                    |
| استوار ۲ و ۱       | ناواستوار ۲ و ۱    | ناواستوار ۲ و ۱    |
| گروهبان ۳، ۲ و ۱   | مهناوی ۳، ۲ و ۱    | مهناوی ۳، ۲ و ۱    |
| سرجوخه             | سرناوی             | سرناوی             |
| سرباز ۲ و ۱        | ناوی ۲ و ۱         | ناوی ۲ و ۱         |
| سرباز              | ناوی               | ناوی               |

## نگارخانه

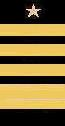
شیلی
فرانسه
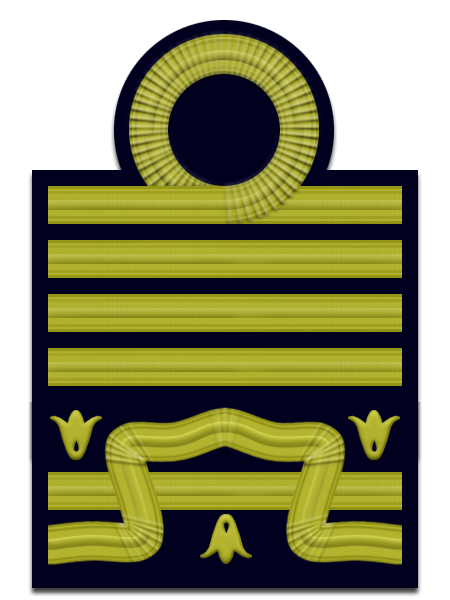
ایتالیا
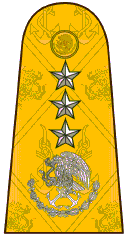
مکزیک
لهستان
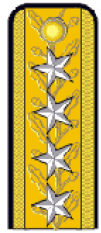
رومانی
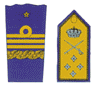
اسپانیا
ایالات متحده آمریکا